# (11371) Camley
(11371) Camley (1998 QO38) – planetoida z pasa głównego asteroid okrążająca Słońce w ciągu 3,44 lat w średniej odległości 2,28 j.a. Odkryta 17 sierpnia 1998 roku.